# Spinto
El término spinto, (del it. spingere, ‘empujar’), denomina una técnica vocal frecuentemente empleada para cantar algunos papeles en las óperas de Richard Wagner, Giuseppe Verdi y los compositores del verismo.
La meta del canto spinto es desarrollar una fuerza vocal que permite cantar sobre la gran orquesta de la ópera romántica y poder poner acentos dramáticos en la línea vocal. Además, se apunta a la imitación de expresiones de emoción desencadenada (llanto, grito, etc.), como ocurre en las óperas I pagliacci y Cavalleria rusticana.
En Alemania, el canto spinto (al. Staudruckprinzip: método de represión) fue descrito por George Armin en su libro Von der Urkraft der Stimme (De la fuerza fundamental de la voz) de 1905. Armin enseñaba el canto de presión como el único método admisible de cantar en escenario. Sin embargo, Franziska Martienssen-Lohmann escribe sobre los resultados de la enseñanza de Armin:
«Foniatras y médicos criticaban la violencia del método. Malas lenguas propagaban el mito de que existía una asociación de los cantantes dañados por el método de represión.» Martienssen-Lohmann (1988): 165.
Aunque el efecto en el escenario es indiscutible, la técnica spinto tiende a dañar la voz del cantante. Se canta con una presión subglótica muy alta. Así, el cantante puede producir notas de fuerza violenta en el registro agudo, a costa de la capacidad de coloratura, messa di voce, y el registro único. Debido a la presión antinatural del aire, el cantante de técnica spinto tiende a oscurecer la voz y desarrollar nódulos. Cantantes de técnica spinto han sido Enrico Caruso, Mario del Monaco, Franco Corelli, Giuseppe di Stefano y Renata Scotto.